# CNOT
Контрольоване заперечення (C-NOT, CNOT від англ. Controlled NOT gate) — один із найважливіших квантових вентилів, що реалізує операцію схожу з класичним XOR, окремий випадок класу вентилів CU (контрольовані операції U). На відміну від класичного логічного вентиля, що має 1 вихід, CNOT має 2 виходи, завдяки чому зберігається оборотність обчислень. Може бути використаний для розплутування ЕПР-станів. Взагалі, будь-яку квантову схему можна змоделювати, використовуючи комбінацію лише елементів CNOT і поворотів окремих кубітів.

## Дія
Вентиль CNOT інвертує другий (керований) кубіт тільки, якщо на перший (керуючий) кубіт подано 1:
| До             | До              | Після          | Після           |
| Керуючий кубіт | Керований кубіт | Керуючий кубіт | Керований кубіт |
| -------------- | --------------- | -------------- | --------------- |
| 0              | 0               | 0              | 0               |
| 0              | 1               | 0              | 1               |
| 1              | 0               | 1              | 1               |
| 1              | 1               | 1              | 0               |

Значення другого (керованого) кубіту після дії CNOT збігається з результатом дії класичного логічного елемента XOR. 
Матриця перетворення даного вентиля має вигляд:
{\displaystyle CNOT={\begin{bmatrix}1&0&0&0\\0&1&0&0\\0&0&0&1\\0&0&1&0\end{bmatrix}}}

## Реалізації
В 1995 році Кристофер Монро й Девід Вайнленд вперше отримали експериментальну реалізацію CNOT, де використовувався один іон 9Be+; два кубіти були реалізовані згідно зі схемою, запропонованою Сіраком і Цоллером, на різних його станах (надтонке розщеплення ²S1/2 для керованого кубіта і 2 стани гармонічного осцилятора для керуючого кубіта). Надійність роботи елемента склала близько 90%.